# Вигонощанська сільська рада
Вигонощанська сільська́ ра́да (біл. Выганашчанскі сельсавет) — колишня адміністративно-територіальна одиниця у складі Івацевицького району Берестейської області Білорусі. Адміністративним центром було село Вигонощі.

## Історія
Сільська рада ліквідована 26 червня 2013 року, територія та населені пункти увійшли до складу Телеханської сільської ради.

## Склад
Населені пункти, що підпорядковувалися сільській раді станом на 2009 рік:
| Населений пункт | Тип  | Населення, осіб (2009) |
| --------------- | ---- | ---------------------- |
| Бобровичі       | село | 56                     |
| Вигонощі        | село | 627                    |

## Населення
За переписом населення Білорусі 2009 року чисельність населення сільської ради становила 683 особи.

### Національність
Розподіл населення за рідною національністю за даними перепису 2009 року:
| Національність | Осіб | Відсоток |
| -------------- | ---- | -------- |
| білоруси       | 665  | 97,36 %  |
| росіяни        | 11   | 1,61 %   |
| українці       | 5    | 0,73 %   |
| поляки         | 1    | 0,15 %   |
| чуваші         | 1    | 0,15 %   |
| Разом          | 683  | 100 %    |